# 奧卡利察河
54°32′33″N 17°45′16″E / 54.542628°N 17.754402°E
奧卡利察河是波蘭的河流，位於該國北部，處於濱海省，屬於韋巴河的左支流，河道全長19公里，流域面積97平方公里，河口處在倫堡。